# ARN ribosòmic 16S

Subestructura atòmica de la subunitat 30S de Thermus thermophilus. Les proteïnes es mostren en blau i la cadena simple d'ARN en taronja.

L'ARN ribosòmic 16S  (o gen 16, o 16S rRNA) és un component de la subunitat 30S dels ribosomes procariotes. Té una llargada de 1.542 nucleòtids.
Rep aquest nom perquè la seva velocitat de sedimentació és de 16 unitats Svedberg.

## Procariotes
És un dels gens que codifiquen l'ARN que constitueixen amb les proteïnes dels ribosomes procariotes (bacteris).
És un gen present a tots els procariotes. Els encebadors de la reacció en cadena de la polimerasa (PCR) utilitzats per amplificar-ne la seqüència són igualment comuns. Això fa que es puguin fer els estudis de filogènia entre diverses espècies i soques després de la seqüenciació i comparació de les seves seqüències.

## Eucariotes
En els eucariotes es troba el gen mitocondrial 16S2 i encara en una altra forma en els cloroplasts de les plantes. Segons la teoria endosimbiòtica, aquests dos orgànuls haurien sorgit a l'origen dels procariotes.

## Funcions
En té de diverses, entre elles:
- Té un paper estructural actuant com una bastida definint la posició de les proteïnes del ribosoma.
- Interacciona amb el 23S, ajudant a la unió de les subunitats ribosòmiques (50S+30S)